# 영양 천씨
영양 천씨(潁陽千氏)는 중국 하남성 양성현 영양진을 본관으로 하는 한국의 성씨이다. 시조 천암(千巖)은 명나라 도총장(都總將), 판도승상(版圖丞相)을 역임하였다. 중시조 천만리(千萬里)는 명나라 영량사 겸 총독장(領糧使兼摠督將)으로 조선에 파병되어 임진왜란과 정유재란 때 왜군을 섬멸하는 공을 세우고, 조선에 귀화하여 자헌대부(資憲大夫)로 봉조하(奉朝賀)의 벼슬을 지냈으며, 화산군(花山君)에 봉군되었다.

## 역사
『영양천씨매헌공가승보(潁陽千氏梅軒公家乘譜)』에 의하면 시조 천암(千巖)은 중국 명나라 홍무(洪武) 연간에 도총장(都總將), 판도승상(版圖丞相)을 역임하였다. 후손들이 영양(潁陽)에 세거하였으므로 관향으로 삼았다.
중시조 천만리(千萬里)는 자가 원지(遠之), 호가 사암(思庵), 시호가 충장공(忠莊公)이다. 천만리는 1592년 임진왜란 때 중국 명나라 황제의 명으로 조병영양사(調兵領糧使) 겸 총독장(總督將)으로 두 아들 천상(千祥), 천희(千禧)와 조선에 건너와 평양(平壤), 곽산(郭山), 동래(東萊) 등지에서 대승을 거두고, 1597년 정유재란 때는 마귀(麻貴) 제독을 따라 중사마(中司馬)로서 울산(蔚山) 등지에서 왜군을 섬멸하였다. 전란이 평정된 후 두 아들과 조선에 귀화하였다. 전라북도 남원시 금지면 방촌리에 천 장군의 묘가 있으며, 경상남도 고성군 동해면 장좌리 호암서원에서 음력 8월 1일에 향사한다.
조선 선조는 천만리에게 자헌대부(資憲大夫)로 봉조하(奉朝賀)의 벼슬을 내리고 화산군(花山君)에 봉하여 전(田) 30결(結)을 급복(給復)하였으며, 장남 천상(千祥)은 한성부좌윤(漢城府左尹), 차남 천희(千禧)는 평구도찰방(平邱道察訪)으로 승진시켜 자손에게 세록을 전수받게 하였다.

## 기원
천(千; qiān)씨의 기원은 쓰촨(四川)성 일대에 살았던 고대 소수민족인 저(氐)족이다. 중국 삼국시대 저족의 왕이 천만(千萬)이었는데, 저족 일부가 천씨 성을 쓰기 시작했고, 산시(陝西)성을 거쳐 허난성 일대에 정착했다.
중화인민공화국 허난 지역 신문인 동방금보(東方今報)는 2014년 3월 7일 허난성 우즈(武陟) 현에 있는 천씨 집성촌을 취재하고 “중국 천씨와 한국 천씨는 조상이 같다”고 보도했다. 매년 5월 한국의 영양 천씨 종친회원들은 중국 허난성 덩펑 시(登封市)에 있는 가문 사당을 방문하여 중국 천씨 종친회와 함께 제를 드리고 있다.

## 본관
영양(潁陽)은 중국 하남성(河南省) 허창시(许昌市) 양성현(襄城县) 영양진(颍阳镇)이다.

## 분파
- 좌윤공파(左尹公派) 천상(千祥)
  - 처사공파(處士公派)
  - 선전공파(宣傳公派)
  - 정랑공파(正郞公派)
  - 통덕랑공파(通德郞公派)
  - 송암공파(松庵公派)
- 찰방공파(察訪公派) 천희(千禧)
  - 영장공파(營將公派)
  - 군수공파(郡守公派)
  - 현감공파(縣監公派)
  - 감역공파(監役公派)

## 인물
조선시대 인물로는 무과(武科)에 급제(及第)하여 어모장군(禦侮將軍)으로 선전관을 역임했던 천경주(耕疇)와 호조정랑을 지낸 천태주(泰疇) 형제가 유명했으며, 찰방 천희(禧)의 아들 천거주와 천자주는 각각 영월군수와 이원현감을 역임하였다. 그외 통훈대부로 선공감역을 지낸 천장주(長疇), 광주부윤 천찬명(贊銘), 동지중추부사(同知中樞府事) 천순명(順銘), 군자감정 천인명(仁銘), 칠원현감 천경필(慶弼), 형조참의 천우열(宇烈), 훈련원 판관을 지냈던 천해, 한성부좌윤 천록, 예조참판 천용서(龍瑞), 동지중추부사 천인운(仁雲) 등이 가통을 이었다. 천위영(緯永)과 천후근(厚根)·천하영(夏永) 등은 학자(學者)로 유명했다. 문과 급제자로는 철종 때의 천일성(千馹成), 고종 때의 천광록(千光祿)이 있다.
- 천세필(千世弼) : 7세손. 1760년(영조 36년) 별군직(別軍職),[5] 1777년(정조 원년) 가선대부(嘉善大夫) 칠원현감(柒原縣監)을 거쳐 오위장(五衛將)에 올랐다.
- 천수경(千壽慶, ？ ∼ 1818년) : 조선 후기의 시인. 송석원시사(松石園詩社) 창단.
- 천광록(千光祿, 1851년 ∼ 1931년) : 1892년(고종 29) 알성시(謁聖試) 갑과(甲科) 장원(壯元)으로 문과에 급제하여 성균관전적(成均館典籍)에 제수되었으며, 1893년(고종 30) 종3품 통훈대부(通訓大夫) 행 사헌부지평(司憲府持平)이 되었다.
- 천세헌(千世憲) : 조선 고종 때 외부주사(外部主事)를 역임한 후 도미하여 안창호(安昌浩)와 함께 독립운동을 벌이고 상해 임시정부에 참여했다.
- 천수점(千手漸) : 1919년 블라디보스토크에서 강우규(姜宇奎) 등과 노인단(老人團 : 1919년 러시아 블라디보스토크에서 조직되었던 독립운동단체)을 조직 활약
- 천병규(千炳圭) : 제10대 국회의원, 제14대 재무부 장관
- 천시권(千時權) : 제11대 경북대 총장
- 천세기(千世基) : 제3·5대 국회의원, 제10대 교통부 정무차관
- 천명기(千命基) : 제8·9·10대 국회의원, 제19대 보건사회부 장관
- 천관우(千寬宇) : 언론인, 역사학자
- 천성순(千性淳) : 제7대 KAIST 원장
- 천용택(千容宅) : 제34대 국방부 장관. 제15·16대 국회의원. 제23대 국가정보원장
- 천경송(千慶松) : 대법관
- 천영우(千英宇) : 외교통상부 제2차관, 대통령비서실 외교안보수석
- 천정배(千正培) : 제57대 법무부 장관, 15대~20대 국회의원
- 천성관(千成寬) : 제51대 서울중앙지방검찰청 검사장, 서울고등검찰청 차장검사[6]
- 천영세(千永世) : 제17대 국회의원
- 천홍욱(千泓昱) : 제27대 관세청장
- 천호선(千皓宣) : 제16대 대통령비서실 홍보수석비서관
- 천해성(千海成) : 제24대 통일부 차관
- 천준호(千俊鎬) : 제21·22대 국회의원
- 천대엽(千大燁) : 대법관

## 집성촌
- 중국 허난성 우즈현
- 대전광역시 유성구 구성동
- 울산광역시 동구 방어동
- 울산광역시 울주군 청량읍 삼정리
- 충청남도 논산시 연무읍 죽본리
- 충청남도 보령시 주교면 송학리
- 충청남도 부여군 부여읍 가증리
- 충청북도 옥천군 청성면 합금리
- 경상북도 문경시 산양면 부암리
- 경상남도 고성군 동해면 장좌리
- 경상남도 진주시 대곡면 설매리
- 경상남도 거창군 마리면 대동리 신기 새터
- (경샹북도)   (청도군)  (금천면)  사전리 황강서원

## 항렬자
| 12세   | 13세                 | 14세                       | 15세          | 16세                       | 17세                 | 18세              | 19세          | 20세              | 21세          | 22세              | 23세          | 24세              | 25세          | 26세              |
| ------ | -------------------- | -------------------------- | ------------- | -------------------------- | -------------------- | ----------------- | ------------- | ----------------- | ------------- | ----------------- | ------------- | ----------------- | ------------- | ----------------- |
| 광(光) | 기(冀) 익(翼) 우(愚) | 口봉(鳳) 口윤(胤) 口욱(旭) | 병(昞) 병(柄) | 口우(宇) 口녕(寧) 口필(弼) | 성(成) 세(歲) 기(璣) | 口희(熙) 口범(範) | 용(庸) 강(康) | 口재(宰) 口벽(璧) | 정(廷) 임(任) | 口규(揆) 口임(任) | 홍(洪) 임(任) | 口림(林) 口식(植) | 영(煐) 형(炯) | 口균(均) 口기(基) |

## 같이 보기
- 한국의 외래 귀화 성씨